# اليانور بوردمان
اليانور بوردمان (بالإنجليزية: Eleanor Boardman)‏ هي ممثلة أمريكية، ولدت في 19 أغسطس 1898 بفيلادلفيا في الولايات المتحدة، وتوفيت في 12 ديسمبر 1991 بسانتا باربارا في الولايات المتحدة.

## أعمال

### أفلام
- (1928) الحشد

## وصلات خارجية
- اليانور بوردمان على موقع IMDb (الإنجليزية)
- اليانور بوردمان على موقع ألو سيني (الفرنسية)
- اليانور بوردمان على موقع أول موفي (الإنجليزية)
- اليانور بوردمان على موقع قاعدة بيانات الأفلام السويدية (السويدية)
- اليانور بوردمان على موقع قاعدة بيانات الفيلم (الإنجليزية)
- اليانور بوردمان على موقع كينوبويسك (الروسية)